# Палатово (Ульяновская область)
У этого термина существуют и другие значения, см. Палатово.
Палатово — село в Инзенском районе Ульяновской области (Россия), входит в состав Валгусского сельского поселения.

## География
Село располагается в западной части Ульяновской области, на речке Сухой Аргаш, которая является притоком реки Сура. Расстояние: до областного центра Ульяновск 141 км, до районного центра Инза — 23 км.
Село расположено в долине и тянется вдоль речки Сухой Аргаш на протяжении 4-х километров. Речка делает замысловатые повороты и протекает у подножья гряды высоких холмов, густо заросших лесом и кустарником. Наиболее высокие холмы имеют высоту до 250 метров и среди местных жителей называются «шиханами».

## Названия села
В источниках встречаются следующие названия села и их вариации:
- Полатово а Резоватово тож на Глухом озере Кержацкого беляка Верхосурского стана[2];
- Палатово-Резоватово[2];
- Палатовская слобода[3];
- Егорьевское Палатово тож (Палатово Егорьевское тож)[4][5][6]
- Ксарсая (Карская) слобода[7][8][9][10], отнесено к селу Палатово по ошибке (!)[11], так как это название и  идентичные названия, в том числе Ксарская слобода[3], Касаур[12], Касаур (Аксауры)[13], Аксаур (Кассаур)[14], Касаур[15], Кассауры (Аксауры)[16] — носило село Аксаур, расположенное в 11 км от села Палатово.

Полатово а Резоватово тож
По мнению А. А. Гераклитова, сюда переселились люди между 1615 и 1627 г.г. из деревень Старая Ризоватова (Арзамасский уезд) или Резоватово (Алатырский уезд), отсюда и название.
Палатово (Палатовская слобода, Егорьевское Палатово тож)
Существует ряд версий: 
1. В период строительства засечной черты (1647—1654) во главе казаков, которые охраняли пограничную территорию, был их атаман по фамилии Палатин (Палатов).
2. Название поселения пошло от имени татарского мурзы (хан Палат), который основал в эпоху Казанского ханства небольшое сельское поселение.
3. Некоторые старожилы села связывали происхождение его названия с "полатями", которые использовались в качестве основных спальных мест в русской избе.
4. Согласно исследованиям А. А. Гераклитова, мордовские поселения свои названия получали от имен мордовских мурз. Из архивных источников следует, что в конце XVI — начале XVII века в Алатырском уезде (с. Палатово входило в состав этого уезда) проживал мордовский служилый мурза Енай (Емай) Полатов, который владел землями в окрестностях с. Палатово[18]. Версия происхождения названия села Палатово от имени мордовского мурзы Емая Полатова имеет документальное обоснование, в отличие от других версий. Однако, исходя из данных писцовых книг за 1624—1626 гг., фамилия "Полатов" была достаточно распространена в то время среди мордовского населения. Возможно, село Палатово обязано своим названием и другому обладателю данной фамилии.  Приставка к названию (Егорьевское тож Палатово / Егорьевское Палатово тож) образовалась по названию Палатовской церкви (как первая, так и вторая церковь была построена во имя Великомученика Георгия).

## История
Официальной датой основания села считается 1642 год. 
Первые же упоминания о селе датируются более ранней датой — 1618 г., когда здесь поселились мордовские жители. К 1683 году мордвы в с. Палатово не осталось и в нём стало проживать только служилые люди, а их земли были отданы 50 казакам села Пятино.
Основание же села непосредственно связано со строительством Симбирской засечной черты, которая строилась в 1647—1654 годах, и проходила в непосредственной близости от села Палатово. В острогах, которые строились на линии, размещался гарнизон, состоящий из стрельцов и казаков. Ближайшие остроги от с. Палатово строились в Аргаше и в Сурском Остроге.
В 1679 году была построена часовня великомученика Георгия.
В 1707 году в Палатовской слободе была построена первая церковь во имя великомученика Георгия, которая была уничтожена огнём в период между 1884 и 1887 гг., а село стало называться Егорьевское Палатово тож.
В 1780 году село Полатово, при речке Сухой Аргаш, пахотных солдат, — в Карсунском уезде Симбирского наместничества.
В 1859 году село Палатово, удельных крестьян, по дороге из г. Карсуна в пригород Аргаш, во 2-м стане Карсунского уезда Симбирской губернии.
В 1888 году прихожанами была построена новая церковь, двухпрестольная: главный престол — в честь Казанской иконы Божией Матери и придельный — во имя св. великомученика Георгия Победоносца, которая также сгорела во время пожара в 1936 году. В период с 29.07.1999 по 20.03.2017 гг. фундамент церкви был внесён в Сводный список объектов культурного наследия Инзенского района и находится под охраной государства.  
С 1918 года в селе был создан сельсовет, который вошёл в состав Коржевской волости.
В 1929 году было принято решение о создании на базе „бондарки“ (которая была на Луговине до 1917 года) артели, которая называлась первоначально „Сталинец“, а позднее — „Красный кустарь“. Целью создания артели было развитие и упрочение местных кустарных промыслов и освоение местных ресурсов. К 1932 году большинство крестьян вступило в колхоз „Ударник“. Оставались единоличники, так себя именовали крестьяне, которые не пошли в колхоз, а стали работать в артели.
Административно-территориальная принадлежность
За весь период своего существования село Палатово входило в состав следующих административно-территориальных единиц:
- до 1647 — в Ала́тырском уезде Приказа Казанского дворца
- 1647—1708 — в Карсунском уезде Приказа Казанского дворца
- 1708—1780 — в Симбирском уезде Казанской губернии
- 1780—1796 — в Карсунском уезде Симбирского наместничества
- 1796—1928 — в Карсунском уезде Симбирской / Ульяновской губернии
- 1928—1930 — в Инзенском районе Сызранского округа Средне-Волжской области/края
- 1930—1935 — в Инзенском районе Средне-Волжского края
- 1935—1943 — в Инзенском районе Куйбышевского края / области
- 1943 — по н/в — в Инзенском районе Ульяновской области

## Население
На 1624 год — 23 жителя; На 1720 год — 181 житель; На 1762 год — 530 жителя; На 1780 год — 254 ревизских душ; На 1816 год — 1045 жителя; На 1834 год — 1348 жителя; На 1850 год — 1551 житель; На 1859 год — 1636 жителя; На 1870-е годы — 1687 жителя; На 1880 год — 2061 житель; На 1884 год — 2135 жителя; На 1900 год — 1919 жителя; На 1911 год — 2399 жителя; На 1913 год — 2040 жителя; На 1924 год — 2222 жителя; На 1929 год — 2304 жителя; На 1930 год — 2464 жителя; На 2000 год — 582 жителя; На 2020 год — 129 жителя; 

## Достопримечательности
- Обелиск воинам, погибшим в Великой Отечественной войне (1973 г.)[41].
- Фундамент церкви в честь Казанской иконы Божьей Матери (1888 г.) — объект культурного наследия[24].
- Мемориал воинской славы на сельском кладбище, открытый 08.05.2021 на средства местных жителей, на котором увековечены имена уроженцев и жителей с. Палатово: Участников Первой мировой войны, Великой Отечественной войны, локального конфликта в Афганистане (всего 591 чел.)[42][43][44][45][46][47].

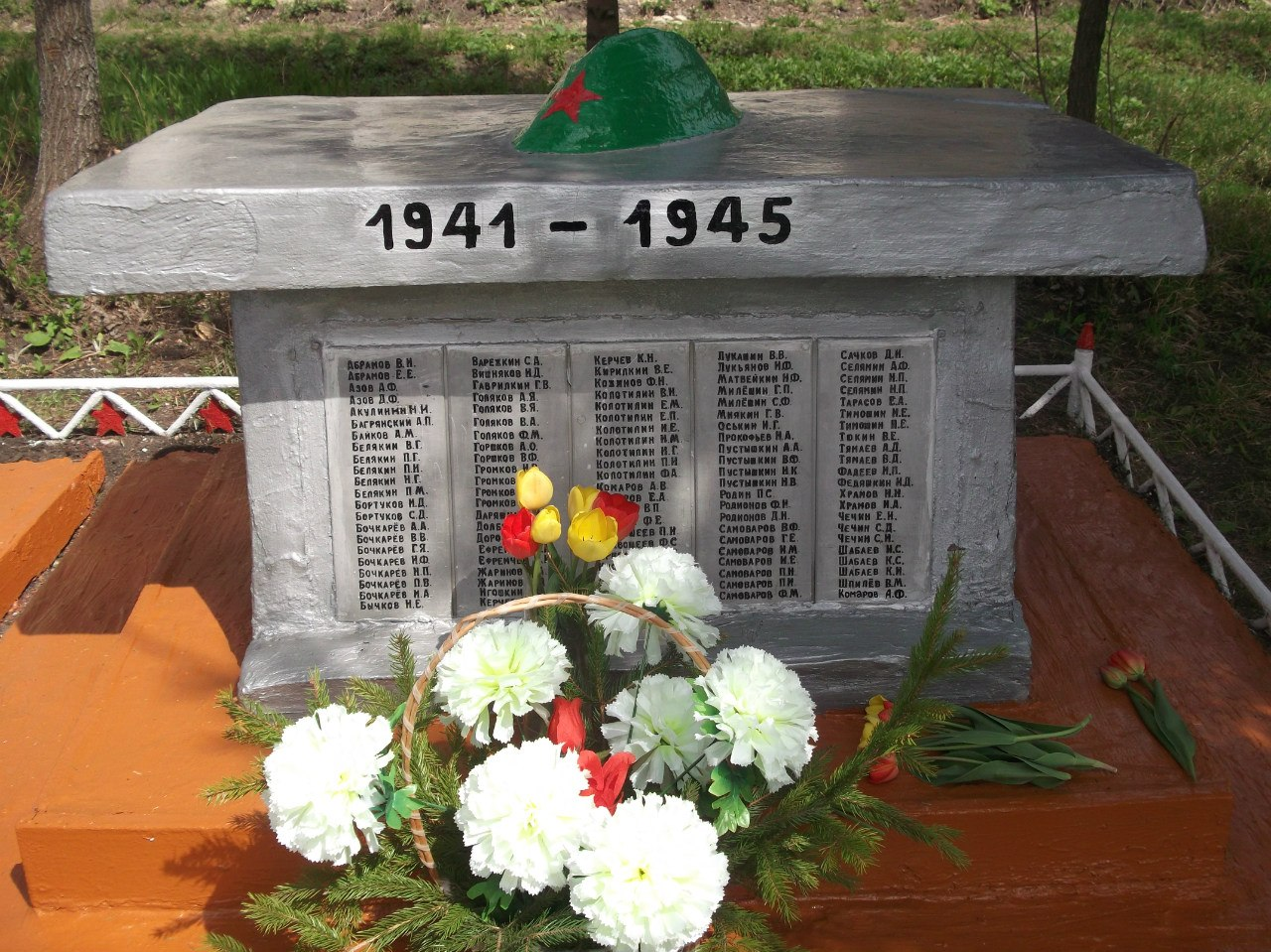
Обелиск погибшим в ВОВ (открыт в 1973 г.).
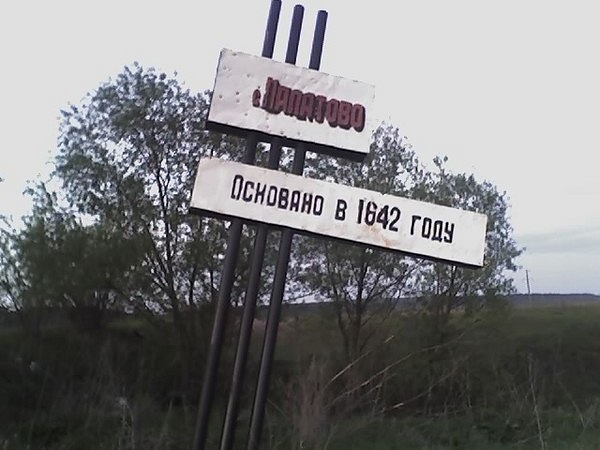
Указатель начала населенного пункта.

## Инфраструктура
ООО «Лесное». Дом культуры, библиотека, магазины.